# Tvärån, Byskeälven
Tvärån är Byskeälvens sista större biflöde (högerbiflöde). Den rinner upp i Yttre Tväråträsket och Inre Tväråträsket väster om Fällfors i norra Västerbotten. Tvärån passerar byarna Klöverfors, Storbränna, Segerlund, Tvärån och Åfors innan den mynnar i Byskeälven. 
Längden är cirka 30 km och flodområdets yta cirka 100 km². Dess största biflöde (från höger) är den cirka 11 km långa Svartån, från Norrlångträsk.